# Liste der Biografien/Fram
Liste der Biografien |
Portal Biografien |
Personensuche
# |
A |
B |
C |
D |
E |
F |
G |
H |
I |
J |
K |
L |
M |
N |
O |
P |
Q |
R |
S |
T |
U |
V |
W |
X |
Y |
Z |
?
 
Fa |
Fe |
Ff |
Fh |
Fi |
Fj |
Fk |
Fl |
Fm |
Fn |
Fo |
Fr |
Ft |
Fu |
Fy
 
Fra |
Frc |
Fre |
Frg |
Fri |
Frk |
Frl |
Fro |
Fru |
Fry
 
Fraa |
Frab |
Frac |
Frad |
Frae |
Fraf |
Frag |
Frah |
Frai |
Fraj |
Frak |
Fral |
Fram |
Fran |
Frao |
Frap |
Fraq |
Frar |
Fras |
Frat |
Frau |
Frav |
Fraw |
Fray |
Fraz
Die Liste der Biografien führt alle Personen auf, die in der deutschsprachigen Wikipedia einen Artikel haben. Dieses ist eine Teilliste mit 28 Einträgen von Personen, deren Namen mit den Buchstaben „Fram“ beginnt.

## Fram
- Fram, Jason (* 1995), chinesisch-kanadischer Eishockeyspieler

### Framb
- Frambach von Birgel, Ritter
- Frambach, Sabine (* 1975), deutsche Schriftstellerin
- Framberger, Daniel (* 1990), deutscher Fußballspieler und -trainer
- Framberger, Raphael (* 1995), deutscher Fußballspieler

### Frame
- Frame, Alex (* 1993), neuseeländischer Radrennfahrer
- Frame, Janet (1924–2004), neuseeländische Schriftstellerin
- Frame, Linley (* 1971), australische Schwimmerin
- Frame, Roddy (* 1964), schottischer Singer-Songwriter und Musiker
- Framery, Nicolas-Étienne (1745–1810), französischer Schriftsteller und Komponist

### Framh
- Framhein, Ernst Otto (1904–1954), deutscher Rechtsanwalt
- Framhein, Gustav Carl (1864–1938), Hamburger Rechtsanwalt, Richter und MdHB
- Framhein, Otto Heinrich (1823–1879), deutscher Kaufmann, MdHB, Hamburger Senator

### Framk
- Framke, Günther (* 1912), deutscher Fußballspieler
- Framke, Klaus-Dieter († 1977), deutscher Badmintonspieler

### Framm
- Frammartino, Michelangelo (* 1968), italienischer Drehbuchautor und Filmregisseur
- Frammelsberger, Max (1880–1944), deutscher Priester

### Framp
- Frampton, Carl (* 1987), britischer Boxer
- Frampton, Dia (* 1987), amerikanische Singer-Songwriterin
- Frampton, George (1860–1928), britischer Bildhauer
- Frampton, Hollis (1936–1984), US-amerikanischer Filmkünstler und Fotograf
- Frampton, Kenneth (* 1930), britisch-US-amerikanischer Architekt, Architekturhistoriker und Autor
- Frampton, Martyn, britischer Historiker
- Frampton, Meredith (1894–1984), britischer Maler und Radierer
- Frampton, Mia Rose (* 1996), US-amerikanische Schauspielerin
- Frampton, Paul (* 1943), britischer Physiker
- Frampton, Peter (* 1950), britischer Maskenbildner
- Frampton, Peter (* 1950), britischer RockmusikerPeter Frampton (* 1950)

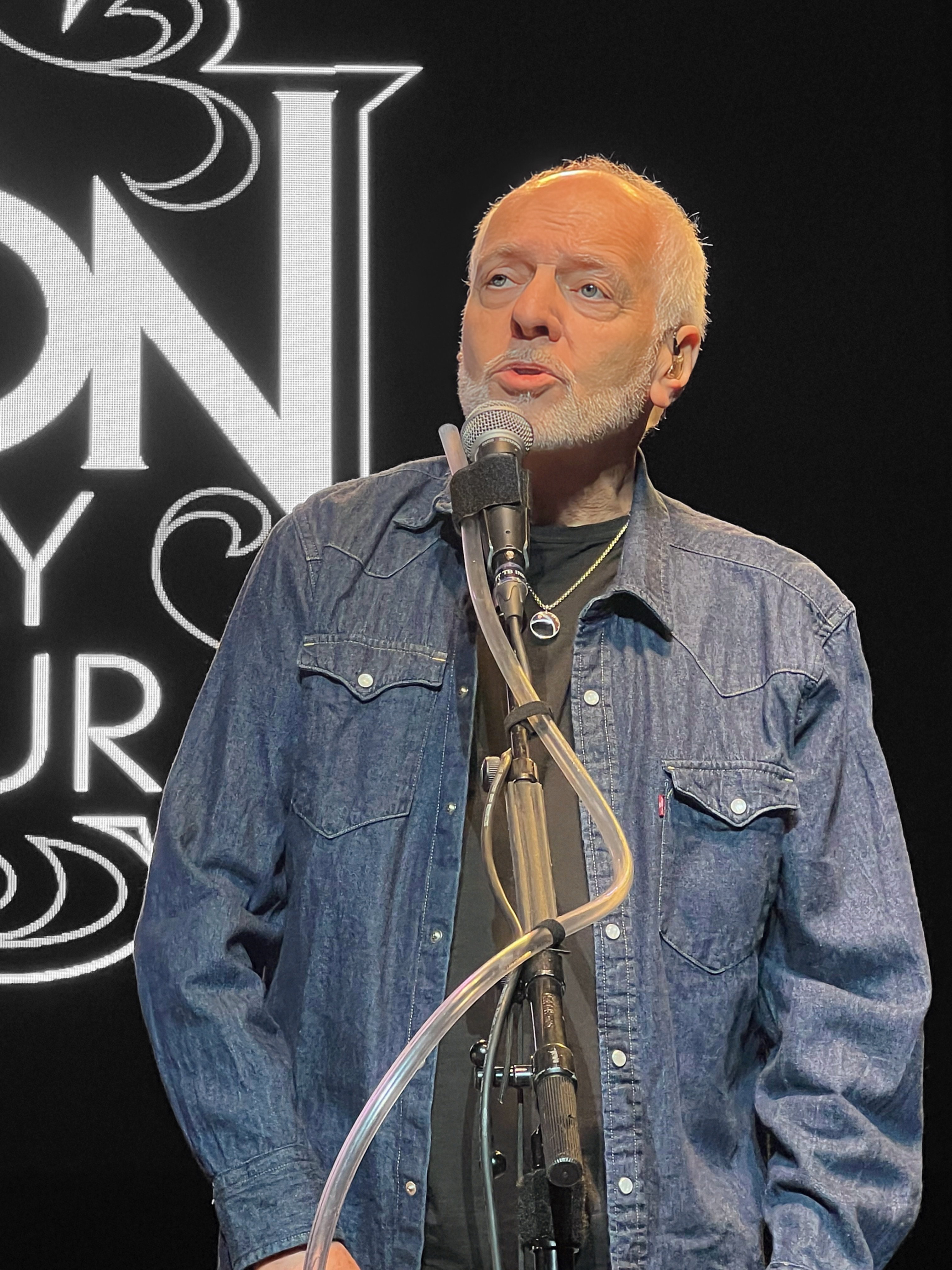
Peter Frampton (* 1950)